# Aldabra

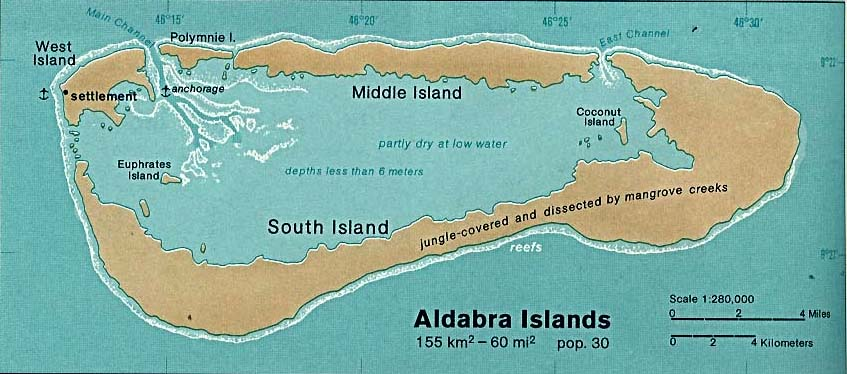
Mapa de Aldabra.

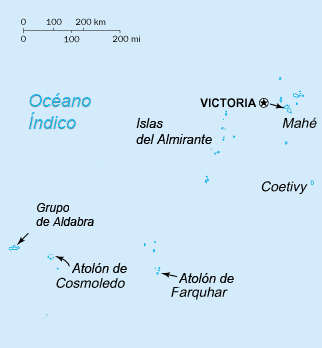
Ubicación de Aldabra en las Seychelles.

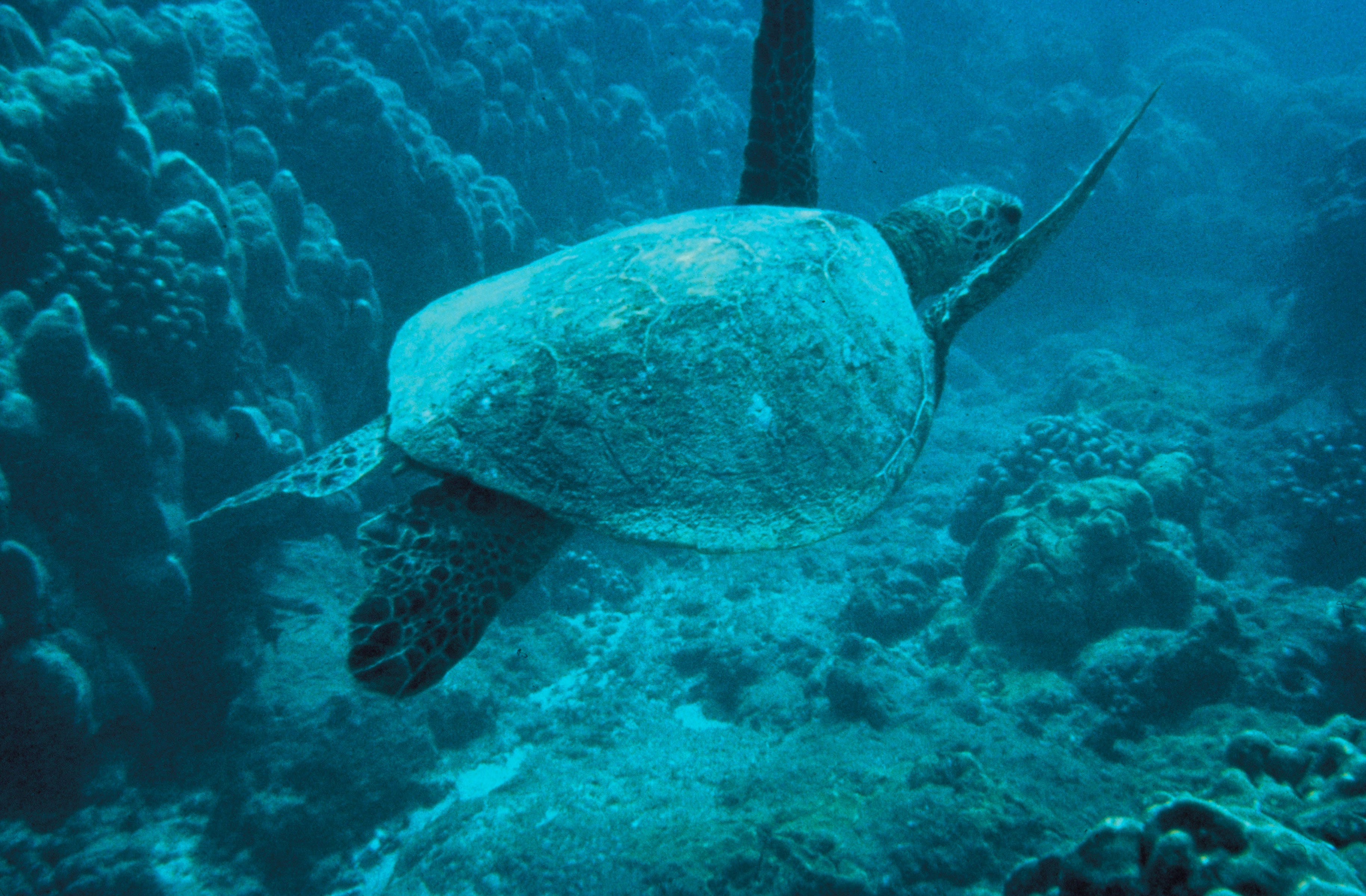
Tortuga verde.

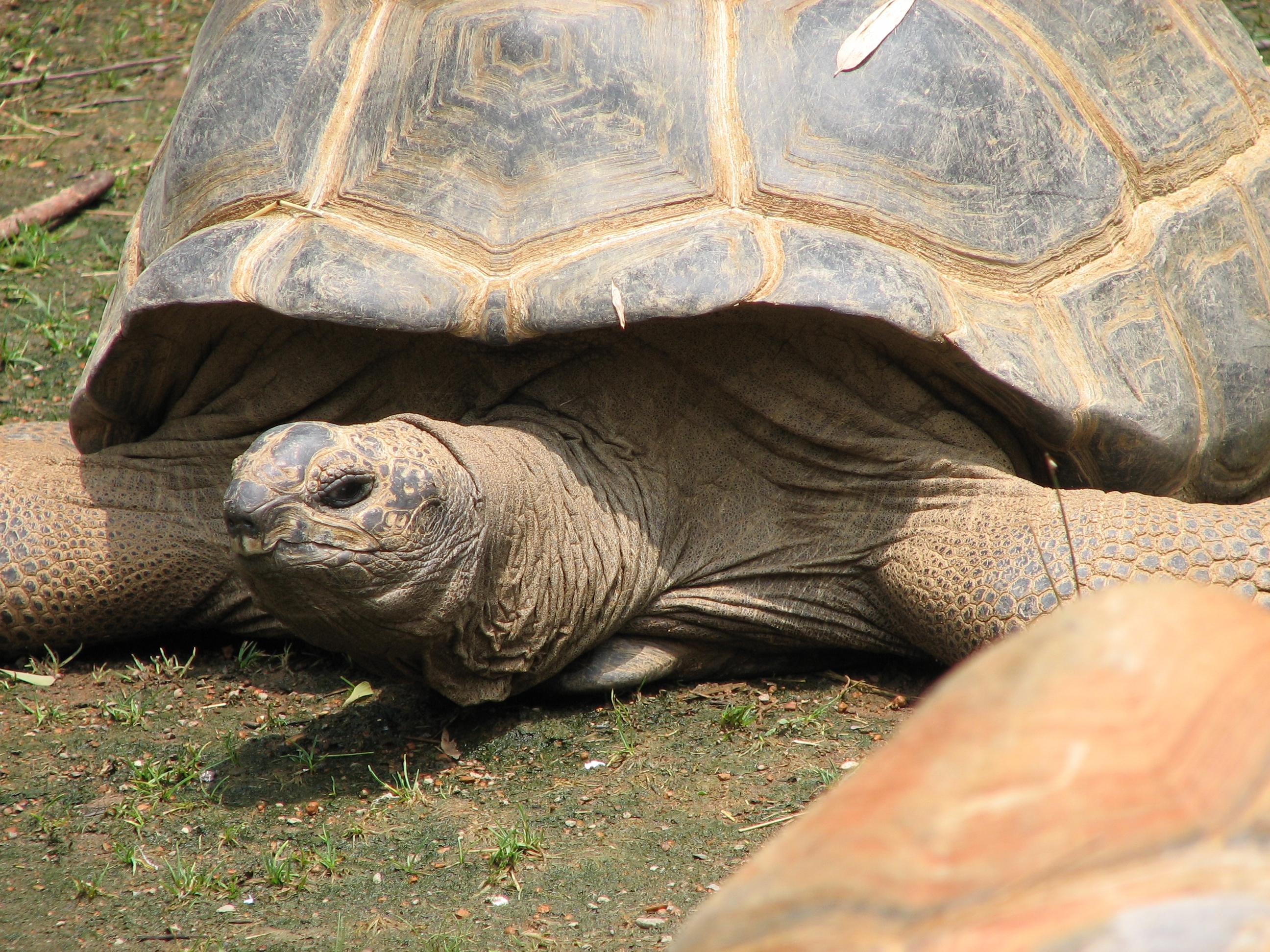
Tortuga de Aldabra.

Aldabra es un atolón de coral situado en las denominadas islas Exteriores, en el océano Índico, con una gran riqueza natural en lo referente a flora y fauna autóctonas, lo que le ha valido ser catalogado por la Unesco en 1982 como Patrimonio de la Humanidad. Entre su fauna endémica destaca la tortuga gigante de Aldabra (Geochelone gigantea). También destaca una importante población de tortuga verde (Chelonia mydas) y tortuga carey (Eretmochelys imbricata). Asimismo, el atolón da nombre a una especie de pez marino, la perca enana de Aldabra (Pseudochromis aldabraensis).
Administrativamente el atolón pertenece a las islas Seychelles desde su independencia en 1976. Hasta esa fecha y desde 1965, el atolón pertenecía junto con las islas de Des Roches y Farquhar al Territorio Británico del Océano Índico.

## Geografía
El atolón se ubica en 9°24′S 46°22′E / -9.400, 46.367, a 430 km al noroeste del extremo norte de Madagascar y a 1.110 km al suroeste de Mahé, la isla principal del archipiélago de las Seychelles.
Se trata del segundo atolón más grande del mundo después de Kiritimati. Tiene 34 km de largo por 14,5 km de ancho. El punto más alto se eleva a 8 m sobre el nivel del mar. La superficie total terrestre es de 155,4 km² y la de la laguna interna de 224 km². En horas de marea baja, las aguas se retiran de casi dos tercios de la laguna, dejando el fondo al descubierto.
El atolón es en realidad una sucesión de cuatro islas mayores dispuestas en forma de anillo:
- Isla Sur (Grand Terre, 116,1 km²).
- Isla Media (Malabar, 26,8 km²).
- Polymnie (4,75 km²).
- Isla Oeste (Picard, 9,4 km²).

## Historia
Aldabra fue visitada por navegantes portugueses en 1511, aunque ya era conocida por los árabes, a quienes debe su nombre. Durante el siglo XVIII formó parte de la colonia francesa de Reunión desde donde se organizaban expediciones de caza de tortugas. En 1810, junto con Reunión, Mauricio, las Seychelles y otras islas, Aldabra pasó a manos británicas. Posteriormente, Reunión fue devuelta a Francia y tanto Aldabra como las Seychelles fueron puestas bajo la administración británica de Mauricio. 
Se estableció el asentamiento de Picard, en el extremo suroeste de la Isla Oeste que fue ocupado por emigrantes de las Seychelles. Los depósitos de guano fueron excavados hasta casi su agotamiento y se causaron serios daños en las poblaciones de tortugas. Era costumbre remitirlas vivas a las Seychelles por centenares, vueltas de espalda en la cubierta de las goletas que transportaban el guano. Estos barcos empleaban semanas en recorrer los 1500 km de distancia y la mayoría de las tortugas morían a bordo o llegaban agotadas.
Finalmente, el asentamiento fue abandonado y hoy en día acoge la estación de estudio de la vida salvaje y a su personal. No hay población permanente y el atolón está administrado por la Seychelles Island Foundation.

## Grupo de Aldabra
El grupo de islas de Aldabra comprende:
- Atolón de Aldabra.
- Isla de Asunción.
- Atolón de Cosmoledo.
- Isla de Astove.

La superficie total del Grupo de Aldabra asciende a 176 km². Ecológicamente, el grupo constituye la ecorregión denominada matorral xerófilo de las islas Aldabra.